# SFP
SFP (ang. Small Form-factor Pluggable) – standard transceivera zwany czasami mini-GBIC, ze względu na podobne funkcje co transceiver GBIC, ale mniejsze rozmiary. Transceivery SFP pozwalają na połączenie płyty głównej switcha, routera lub innego urządzenia z kablem światłowodowym (jednomodowym lub wielomodowym) albo kablem miedzianym (skrętką).
Transceivery SFP zaopatrzone są w 256-bajtową pamięć EEPROM. Wykorzystywane są m.in. w sieciach SONET, Gigabit Ethernet oraz Fibre Channel. Wspierają też funkcje DDM (ang. Digital Diagnostics Monitoring), co umożliwia użytkownikowi monitorowanie parametrów SFP, takich jak moc optyczna na wyjściu, moc optyczna na wejściu czy temperatura pracy.
9 maja 2006 roku opublikowana została specyfikacja transceiverów SFP+, które są ulepszoną wersją transceiverów SFP i umożliwiają osiąganie prędkości przesyłu danych na poziomie do 16 Gbit/s. Moduły SFP+ najczęściej można spotkać np. w switchach standardu 10 Gigabit Ethernet.